# Галушкин, Андрей Алексеевич
Андрей Алексеевич Галушкин (род. 8 мая 1976, Ленинград) — российский хоккеист, нападающий. Тренер.

## Биография
Воспитанник ленинградского хоккея. В сезоне 1994/95 дебютировал в первенстве России, сыграв один матч за «СКА-2». После четырёх сезонов, проведённых в команде, сезон 1999/2000 отыграл в петербургском «Спартаке». В 2000 году по приглашению друга Валерия Афанасьева отправился в Мексику, где в Мехико стал работать детским тренером. Вернувшись на следующий год в Россию, подписал контракт со СКА. Во второй половине сезона 2003/04 перешёл в челябинский «Трактор», но в мае вернулся обратно. Отыграл в СКА два сезона и в июле 2006 был выставлен на трансфер. Играл за команды ХК МВД (2006/07), «Спартак» Москва и «Нефтехимик» (2007/08), «Химик» Воскресенск и «Дмитров» (2008/09).
В сезоне 2010/11 — тренер ГСДЮШОР Санкт-Петербург, в сезонах 2011/12 — 2016/17 — тренер, старший тренер клуба «Серебряные львы» / «СКА-Серебряные львы». В сезонах 2017/18 — 2020/21 — тренер ГБОУ школа интернат № 357 «Олимпийские надежды».
Сын Андрей (род. 2000) также хоккеист.